# Tatsama
Tatsama (in sanscrito तत्सम, AFI: [tətsəmə]) sono prestiti sanscriti nelle moderne lingue indiane come il bengalese, marāṭhi, hindī, gujarātī, singalese e nelle lingue dravidiche come kannaḍa e telugu.
Esse appartengono a un registro linguistico erudito.
In italiano corrisponderebbe all'utilizzo di parole dell'italiano medioevale, o parole di origine greca.